# Semiothisa eleonorata
Semiothisa eleonorata là một loài bướm đêm trong họ Geometridae.